# 眺望権
眺望権（ちょうぼうけん）とは、建物の所有者、若しくはその住人が今まで享受してきた風景等をこれから建てられる建物に害されずに眺望することができる権利である。
環境権の一部。